# Пам'ятник Івану Павлу II (Трсат)

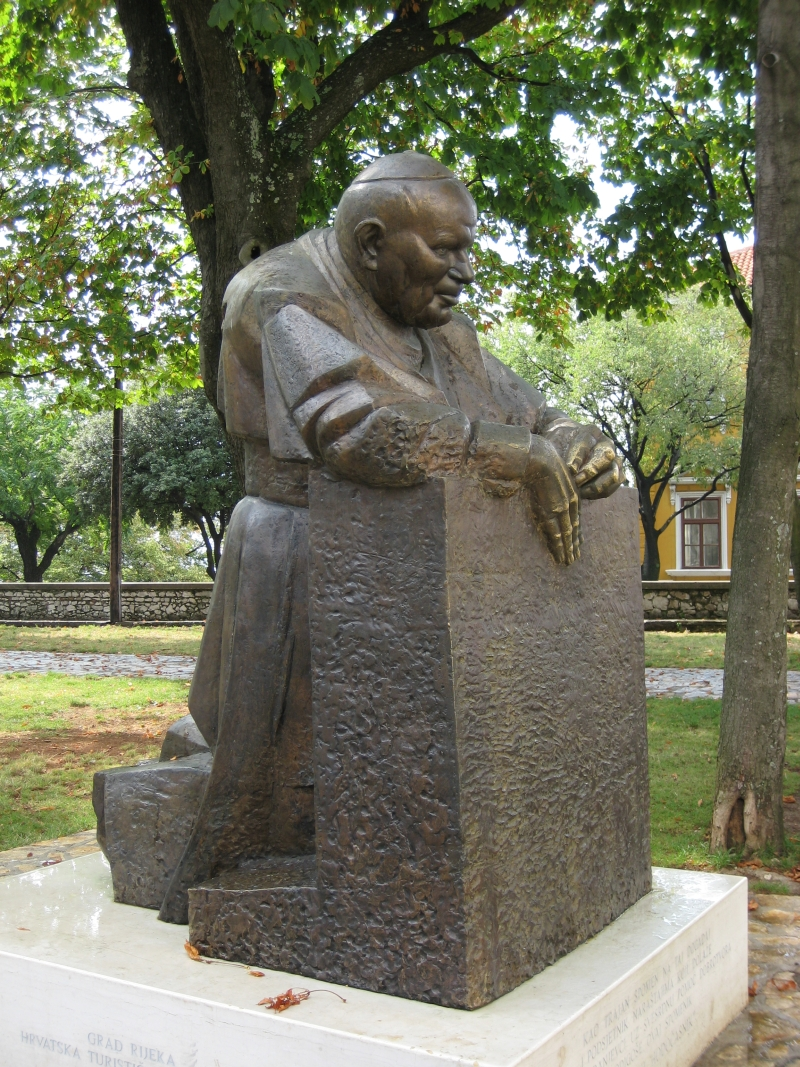

Пам'ятник папі римському Іоанну Павлу II — пам'ятник у Трсаті, передмісті хорватського міста Рієка. Розташований навпроти Базиліки Діви Марії.
Бронзова фігура папи Івана Павла II створена скульптором Антуном Юркічем (Antun Jurkić).
Пам'ятник було відкрито 10 травня 2005 року. Відкривав пам'ятник хорватський кардинал Йосип Бозанич.
Цей пам'ятник - данина Іоанну Павлу II за його пілігримсько-місіонерську діяльність в Хорватії, яку він відвідував кілька разів. Пам'ятник має назву "Трсатський ходочасник", що означає "Трсатський паломник (пілігрим)", тому що Іван Павло II відвідував це пілігримське місце в Базиліці Діви Марії, до якого від Рієки по сходах Петара Кружича веде пілігримський шлях. Це відоме пілігримське місце Хорватії.